# 若葉かおり
若葉 かおり（わかば かおり、1984年6月7日 - ）は、日本のAV女優。身長150cm。スリーサイズ：B86（Eカップ）、W56 、H80。趣味：カラオケ。

## 略歴
沖縄県出身。神奈川県立高浜高等学校入学。2004年4月にメディアステーションよりデビュー。

## 出演作品

### アダルトビデオ
2004年
- Virgin Leaf（4月29日 宇宙企画）
- ピーチな片思い（5月23日 宇宙企画）
- スウィートトリップ（6月29日 宇宙企画）
- 愛玩ロマンス（7月31日 宇宙企画）
- LOVERS LOCK 05 僕のお天気お姉さん（8月26日 プレステージ）
- ［新］アナタのオナニーたすけてアゲル（10月6日 ワープエンタテインメント）
- 社長秘書（11月3日 ワープエンタテインメント）
- 宅配員［ぶっかけゴックンデリバリー］（12月1日 ドリームチケット）
- PRESTIGE ACTRESS 02（12月3日 プレステージ）他出演:水咲涼子、坂下麻衣 他

2005年
- 癒らし。 VOL.4（6月3日 アウダースジャパン）
- スーパーマジックミラー号 純情青年手コキ逆ナンパ（7月21日 SODクリエイト）…共演:田中梨子、佐藤芹菜
- 初アナル アナルパイパンバージントライ（8月5日 YeLLOW）
- Milky Hi-School SEX 06（8月19日 みるきぃぷりん♪）共演:木村りり、他出演:星野つぐみ、青山葉子、江藤みわ
- マイティーチャー 僕だけの性処理担任（9月20日 イマージュ）
- ケツで抜け 前も後も犯しまくり!（9月30日 アテナ映像）他出演:白川なつみ、森宮真美、高嶋ゆうこ
- 恥辱レストラン（10月7日、タカラ映像）
- 白衣をめくって後から犯したい（10月21日、アテナ映像）他出演:河井いよな、美咲楓、白川なつみ
- 街角でコスプレの脇の切れ目に手を入れて指マンするのが最高（10月25日、ホットエンターテイメント）他出演:幸野まい、片桐桜、夢咲こよい
- アナルドール（11月17日 タカラ映像）
- アナウンサーのギリモザボディー（11月19日 クロス）
- ゴックンガール VOL.1（12月1日 アイデアポケット）他出演:島田香奈、小泉キキ
- 美少女エプロン（12月4日、タカラ映像）他出演:小林かすみ、葉山リカ

2006年
- みるスポ!（1月19日 みるきぃぷりん♪）
- ホストクラブで騙して飲ませてハメまくれ!!（1月19日 甲斐正明事務所（現・ブリット））他出演:小池ひとみ、吉岡みみ
- こんでんすみるきぃ（3月19日 みるきぃぷりん♪）
- 睡眠薬アヌス（5月19日 クロス）他出演:望月加奈、大粒ルイ、白川なつみ
- AV風間愛（8月17日 Ifrit）
- レズっこペニバンアナルマニア 02（11月19日 クロス）共演:大谷玲奈、Rena、中谷瑠華、小宮奈緒
- 奥様の変態ダンス教室（12月25日 TMクリエイト）共演:月野しずく、桜田さくら、瀬名えみり、逢澤ゆうり

2007年
- ノーパンアナルテニス部（1月19日 クロス）共演:月野しずく、瀬名えみり、逢澤ゆうり、咲田みう
- 脱ぎたてホカホカ生パンティーでイカされ2時間。（1月19日 クロス）他出演:結城リナ、妹川尚子、椎名りく、姫野愛、中谷瑠華
- 監禁中出し（1月19日 ミスター・インパクト）他出演:大石もえ、椎名りく、葉山リカ、北沢亜美
- 60’S ハレンチ洋品店（2月9日 TMA）他出演:金城アンナ、桜井れいな、松野ゆい
- 女子校生暴行3時間 いまさら謝っても遅えんだよ!（2月9日 ビッグモーカル）他出演:大塚ひな、上原空、椎名りく、山口まゆ、鈴木ありさ
- Midnight High-school Girl in TOKYO 夜の女子校生（3月9日 ビッグモーカル）他出演:大塚ひな、山口まゆ
- バカAV女優とのハメ撮りで勝手にナマ中出ししちゃいました!!（5月11日 メディアバンク）他出演:長谷川優子、菅原朱美、辻本りょう、山崎ちゆり、浅野みみ、石川あいり
- 三ツ星肛門レストラン!アナルミラーズ（6月19日 クロス）共演:瀬名えみり、南さやか、甘井みかん、音原亜子
- SEX friend （6月25日 MACBETH）

### イメージビデオ
- ＜若葉かおりプロデュース＞ かおり かおり かおり（2005年5月11日、メディアバンク）
- 若葉かおり/ミス・マリンちょ（2006年1月20日、日本メディアサプライ）

## 書籍
- 脱ぐしか選択肢のなかった私。（2006年6月30日発売 英知出版 ISBN 4-7542-2067-6） - 他収録女優:天衣みつ、日高ゆりあ、姫川麗、白鳥あきら 、紅音ほたる、浜崎リオン、美神ルナ、藍山みなみ、小林かすみ、三上翔子